# The Rack
The Rack – pierwszy album studyjny holenderskiego zespołu muzycznego Asphyx. Wydawnictwo ukazało się 13 kwietnia 1991 roku nakładem wytwórni muzycznej Century Media Records. Nagrania zostały zarejestrowane w Harrow Production we współpracy z producentem muzycznym Harrym Wijeringem. Płyta była promowana podczas europejskiej trasy koncertowej wraz z zespołem Entombed. Album spotykał się z uznaniem w podziemiu artystycznym znalazłszy 30 tys. nabywców na całym świecie. W 2006 roku ukazała się reedycja płyty wzbogacona o nagrania zespołu zarejestrowane na żywo. 

## Lista utworów
Opracowano na podstawie materiału źródłowego.
| Nr | Tytuł utworu                                     | Długość |
| -- | ------------------------------------------------ | ------- |
| 1. | „The Quest of Absurdity” (utwór instrumentalny)  | 1:21    |
| 2. | „Vermin”                                         | 4:02    |
| 3. | „Diabolical Existence”                           | 3:55    |
| 4. | „Evocation”                                      | 5:31    |
| 5. | „Wasteland of Terror”                            | 2:16    |
| 6. | „The Sickening Dwell”                            | 4:15    |
| 7. | „Ode to a Nameless Grave” (utwór instrumentalny) | 2:55    |
| 8. | „Pages in Blood”                                 | 4:08    |
| 9. | „The Rack”                                       | 9:05    |
|    |                                                  | 37:28   |

| Reedycja | Reedycja                  | Reedycja |
| Nr       | Tytuł utworu              | Długość  |
| -------- | ------------------------- | -------- |
| 1.       | „The Quest Of Absurdity”  | 1:20     |
| 2.       | „Vermin”                  | 4:02     |
| 3.       | „Diabolical Existence”    | 3:55     |
| 4.       | „Evocation”               | 5:32     |
| 5.       | „Wasteland Of Terror”     | 2:16     |
| 6.       | „The Sickening Dwell”     | 4:15     |
| 7.       | „Ode To A Nameless Grave” | 2:55     |
| 8.       | „Pages In Blood”          | 4:08     |
| 9.       | „The Rack”                | 9:05     |
| 10.      | „The Quest Of Absurdity”  | 0:30     |
| 11.      | „Vermin”                  | 3:45     |
| 12.      | „Evocation”               | 4:56     |
| 13.      | „Diabolical Existence”    | 3:21     |
| 14.      | „Ode To A Nameless Grave” | 2:26     |
| 15.      | „The Sickening Dwell”     | 3:49     |
| 16.      | „Wasteland Of Terror”     | 2:31     |
| 17.      | „Pages In Blood”          | 4:05     |
| 18.      | „The Rack”                | 8:17     |
| 19.      | „Ride Of Shades”          | 3:51     |
| 20.      | „Crush The Cenotaph”      | 4:13     |
|          |                           | 1:19:12  |

## Twórcy
Opracowano na podstawie materiału źródłowego.
| Zespół Asphyx w składzie - Martin van Drunen – wokal prowadzący, gitara basowa - Eric Daniels – gitara - Bob Bagchus – perkusja |  | Dodatkowi muzycy - Martin Schrör – instrumenty klawiszowe |  | Inni - Axel Hermann – okładka - R. Kampf – producent wykonawczy - Harry Wijering – miksowanie, produkcja muzyczna - Marion Wiggers – zdjęcia |